# توپی‌ها

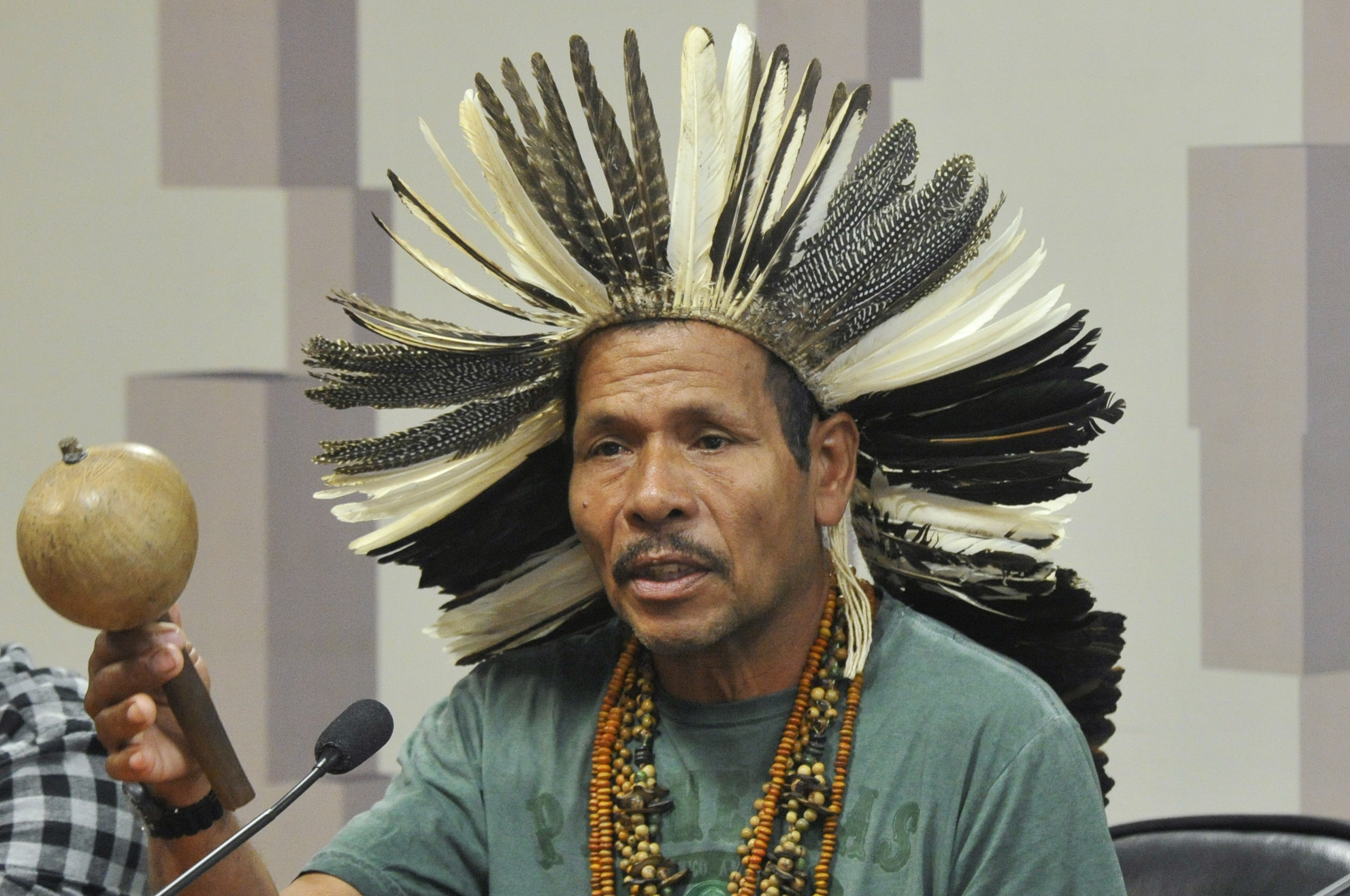

توپی‌ها (به پرتغالی: Tupis) مردمانی سرخ‌پوست اند که در برزیل زندگی می کنند.

## تاریخچه
برپایهٔ دیدگاه پژوهشگران اینان تا ۲،۹۰۰ سال پیش در جنگل‌های آمازون می‌زیستند و از آن زمان به سوی جنوب و به ویژه کرانه‌های اقیانوس اطلس کوچیدند.
هنگامی که برای نخستین بار پای پرتغالی‌ها به برزیل گشوده‌شد، توپی‌ها در سراسر کرانه‌های آن سرزمین می‌زیستند. در پیرامون ۱۵۰۰ میلادی جمعیت توپی‌ها نزدیک به یک میلیون تن بود که با جمعیت آن زمان پرتغال هم‌اندازه بود و بیشتر آنها در مناطق ساحلی زندگی می کردند. آنها به قبایل مختلفی تقسیم می شدند که تعداد اعضای برخی از قبایل به ۱۰۰۰ نفر هم می رسید. توپی‌ها پیش از آنکه از دورهٔ پارینه‌سنگی به درآیند با کشاورزی آشنا بودند و برای نمونه محصولاتی مانند بادام زمینی، سیب زمینی شیرین، پنبه را کشت می‌کردند. بعد از ورود پرتغالی ها به این مناطق مردمان بومی برای آنها مفید بودند زیرا از آنها برای کشاورزی و تولید محصول استفاده می کردند.

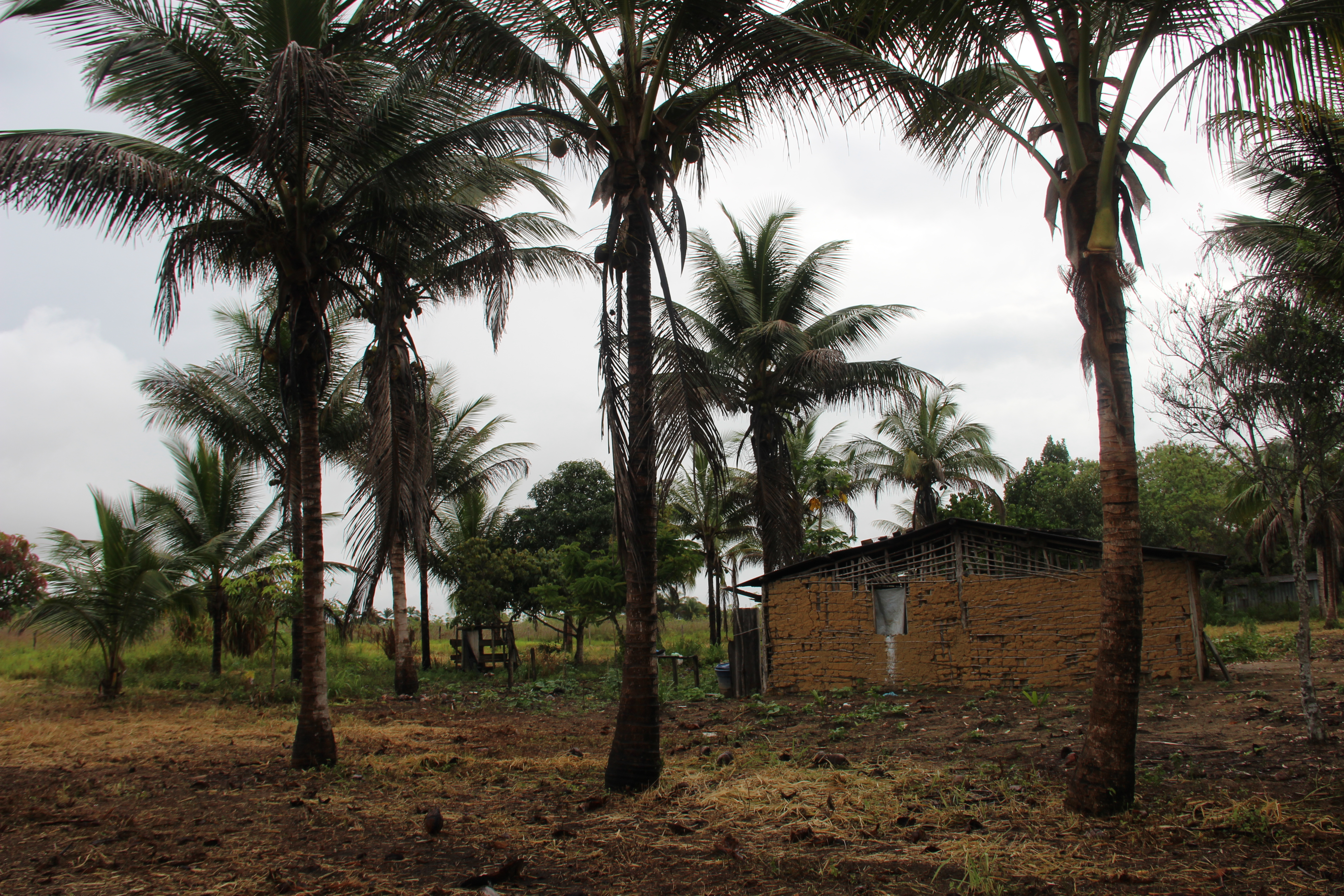
محل زندگی امروزه آنها

مردمان بومی از چندین قبیلهٔ همزبان تشکیل شده‌بودند ولی اتحادی نداشتند و پیوسته با یکدیگر در حال جنگ بودند. همچنین آدم‌خواری در میان آنان رواج داشت. در پایان جنگ پیروزمندان جنگجویان هماورد دربند را می‌خوردند و این بخشی از آیین‌های آنان بود. توپی‌ها بر این باور بودند که با خوردن یک جنگجو نیروی او به خورنده‌اش می‌رسد. شیوهٔ آدمخواری توپی‌ها از سوی نوشتهٔ سرباز و دریانوردی آلمانی به نام هانس اشتادن شناخته‌شد. توپی‌ها سه بار او را به بند کشیدند و در اندیشهٔ خوردنش بودند که گریه‌های و التماس‌های اشتادن آنان را از این کار باز داشت. البته سرخ‌پوست‌ها به اشتادن ترحم نکردند، آنان از خوردن مردمان ترسو خودداری می‌کردند.
از سدهٔ شانزدهم میلادی که پرتغالی‌ها دست به استعمار برزیل زدند، جمعیت توپی‌ها یا در مهاجران پرتغالی حل‌شد، به بردگی کشیده‌شد یا برخی از ایشان نابود شدند. تنها چند جامعهٔ محدود از توپی‌ها به جای ماند.